# 清藍

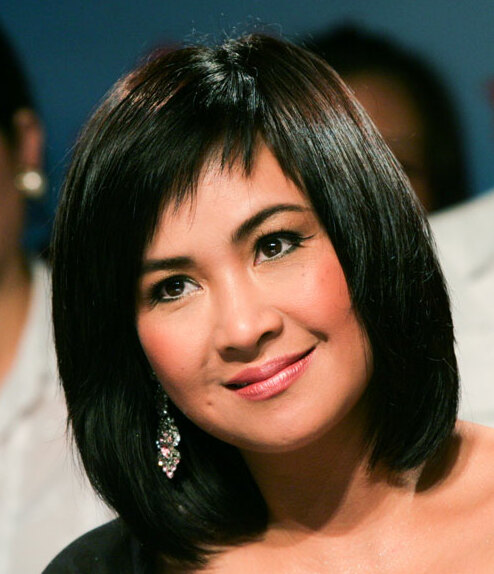
段清嵐

清藍（1969年6月19日—）本名段清藍，越南著名歌手，獲“優秀藝士”之稱。出生於河內市一個藝術家庭，父親為音樂家順燕，母親為民族藝術家清香。九歲在河內音樂學院學習琵琶，後轉向聲樂道路。作為與越南革新開放和市場發展同步的首代藝人，已發行逾三十張專輯。與之合作的藝人有美玲、松楊、黃娟、譚永興等。